# Азария (первосвященник)
Азария I (др.-евр. עזריה‬; лат. Azarias; «помощь Божья»), — иудейский первосвященник в X—IX века до н. э., во времена царя Соломона. Упоминается в Библии.

## В Третьей книге Царств
Сын первосвященника Садока в царствование Соломона (3Цар. 4:2).

## В Первой книге хроник
Вельможа при дворе Соломоновом; но 1Пар. 5:35 называет его сыном Ахимааса (Ахимааца) и внуком Садока. То же родословие указывает, что он имел внука этого же имени, который «был священником в храме, построенном Соломоном в Иерусалиме».

## Критика
Так как Садок является выдающимся священником при дворе Соломона, то более правдоподобно, что не его внук, но его сын (как значится в более древнем рассказе 1 Цар.) занимал подобное место, по-видимому, унаследовав отцу своему в должности первосвященника. В этом случае, указание 1 Хрон. относилось бы скорее к сыну Садока, нежели к внуку Азарии. Подобие имен могло быть причиной ошибки позднейшего переписчика.